# Torre Alháquime
Torre Alháquime is een gemeente in de Spaanse provincie Cádiz in de regio Andalusië met een oppervlakte van 17 km². In 2007 telde Torre Alháquime 875 inwoners.

## Demografische ontwikkeling
Bron: INE, 1857-2011: volkstellingen